# Aegyptobia crotonae
Aegyptobia crotonae är en spindeldjursart som beskrevs av Baker och James P. Tuttle 1972. Aegyptobia crotonae ingår i släktet Aegyptobia och familjen Tenuipalpidae. Inga underarter finns listade i Catalogue of Life.